# Gaillard IV de Durfort
Pour les articles homonymes, voir Gaillard de Durfort (homonymie).
Gaillard IV de Durfort dit « le Proscrit », seigneur de Duras, né en 1419 et mort vers 1481, est un noble gascon de la branche aînée de la Maison de Durfort, fidèle du roi d'Angleterre pendant la dernière période de la Guerre de Cent Ans.

## Biographie
Gaillard de Durfort est le fils de Jean-Gaillard de Durfort et de son épouse Judiote (ou Juliette) de La Lande. Son père est un des chevaliers du Bordelais, seigneur de Blanquefort, Duras et Villandraut ; sa mère est la fille du seigneur de La Brède. Les deux familles suivent depuis plusieurs générations le parti du roi d'Angleterre dans la Guerre de Cent Ans.
Gaillard est encore mineur quand il hérite vers 1444 des titres et possessions de son père. Vers 1445, il épouse Anne de La Pole, fille du 1er duc de Suffolk, amiral et grand chambellan d'Angleterre sous Henri VI,  décapité en 1450.
Il est un des principaux vassaux du roi d'Angleterre en Guyenne. Le 12 juin 1451, il signe, en tant que représentant de la Noblesse de Bordeaux, le traité de capitulation de la ville devant les armées françaises de Dunois. Les Français, soucieux de se concilier les habitants de la région, leur offrent des conditions très favorables et maintiennent notamment Gaillard dans tous ses droits. Pourtant l'année suivante il est de ceux qui, restés fidèles à l'Angleterre, contribuent au retour de John Talbot à Bordeaux. En 1453, après la victoire finale des Français à la bataille de Castillon, l'étau de resserre à nouveau autour de Bordeaux. Le comte de Clermont  envahit le Médoc, prend Castelnau, tandis que d'autres troupes françaises font tomber Cadillac. Le château de Blanquefort tenu par Gaillard de Durfort est le dernier à se rendre.
Après la prise de Bordeaux, Charles VII consent à ce que les chefs de l'insurrection qui refusent son autorité aient la vie sauve, mais soient proscrits perpétuellement du royaume de France. Ainsi Gaillard gagne l'Angleterre, et ses biens en France (les terres et le château de Blanquefort, la baronnie de Duras) sont confisqués et confiés à des vassaux fidèles à la couronne.
Il obtient d'Édouard IV la charge de gouverneur de Calais qu'il défend contre les attaques françaises. A cette occasion il est fait chevalier de l'ordre de la Jarretière, et lui restera fidèle pendant la guerre des Deux-Roses. Les souverains anglais n'ont pas renoncé à leurs ambitions sur le continent et tentent de soutenir les ambitions des duchés de Bretagne et de Bourgogne. Ainsi, Gaillard est-il amené à commander une armée de 2 000 archers envoyée en 1475 par le roi d’Angleterre en Bretagne.
En 1470, il est chambellan du duc de Bourgogne Charles le Téméraire, tout en conservant des fonctions à la cour d'Angleterre. En 1473 Édouard IV lui donne la seigneurie de Lesparre, dans le Médoc, acte et titre purement symboliques puisque les Anglais n'ont plus aucune possession en Guyenne. En 1474, il est un des négociateurs du traité de Londres (25 juillet 1474), alliance temporaire entre le duché de Bourgogne et le royaume d'Angleterre.
Enfin, Louis XI, connaissant les services qu'il avait rendu à Édouard IV et désirant se l'attacher, le rappelle en France (juin 1476) et lui restitue les châteaux de Blanquefort, Duras et Villandraut.

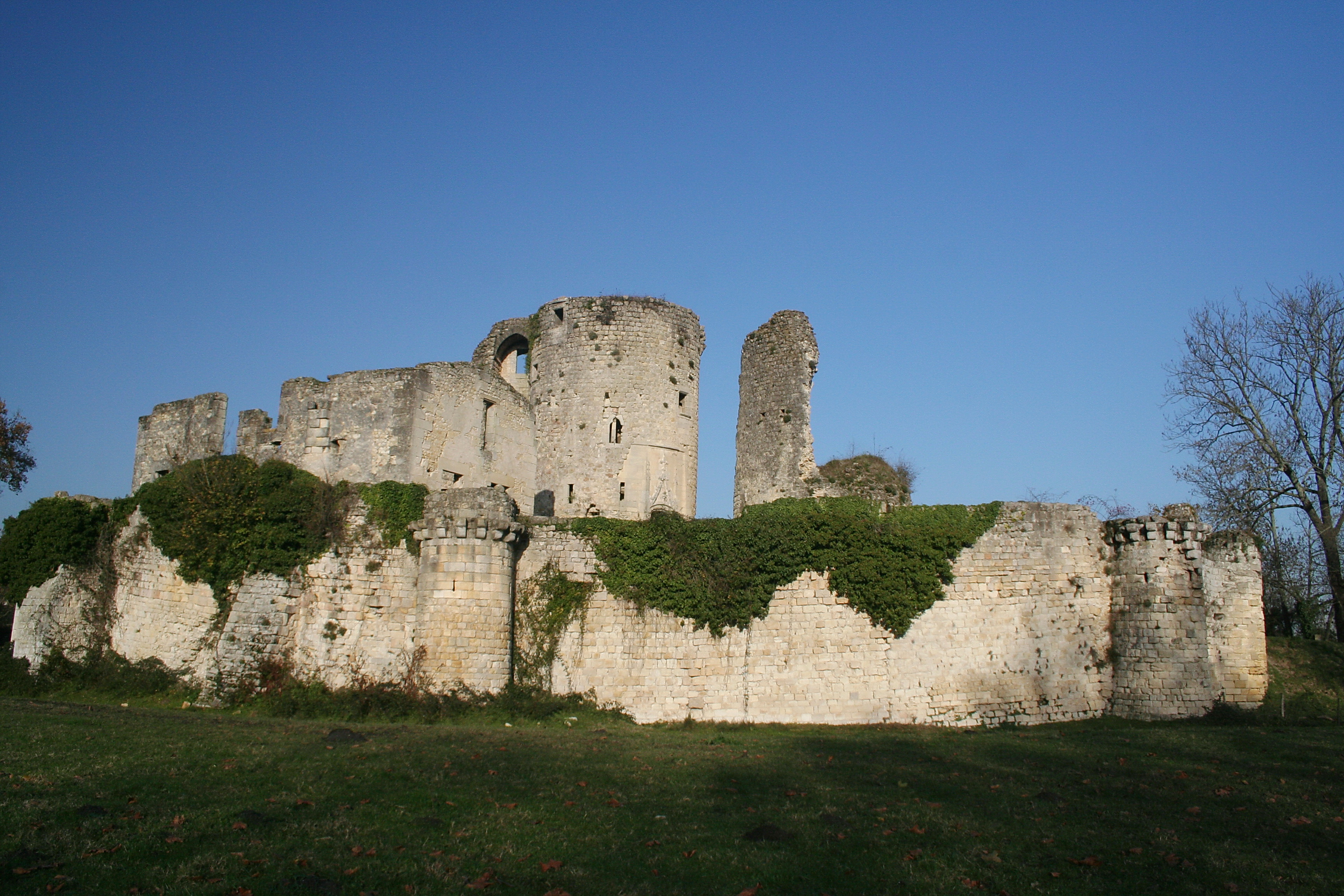
Château de Blanquefort
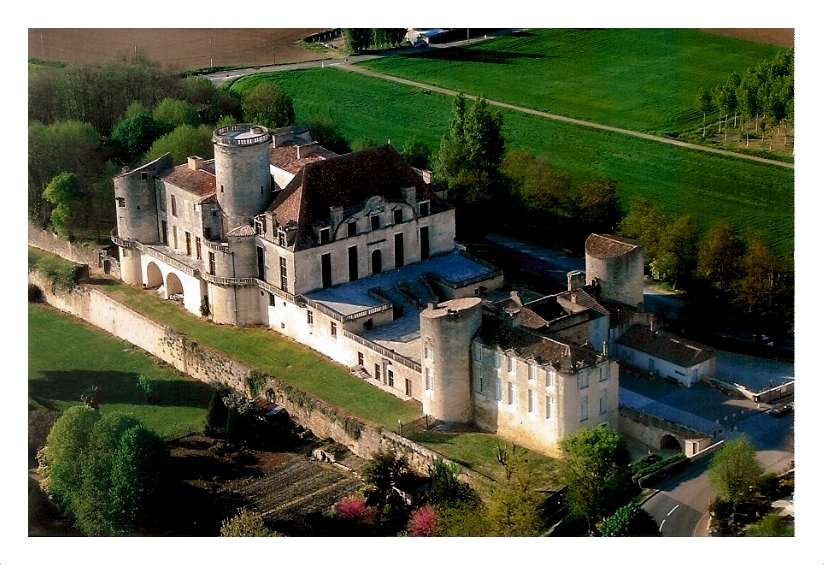
Château de Duras
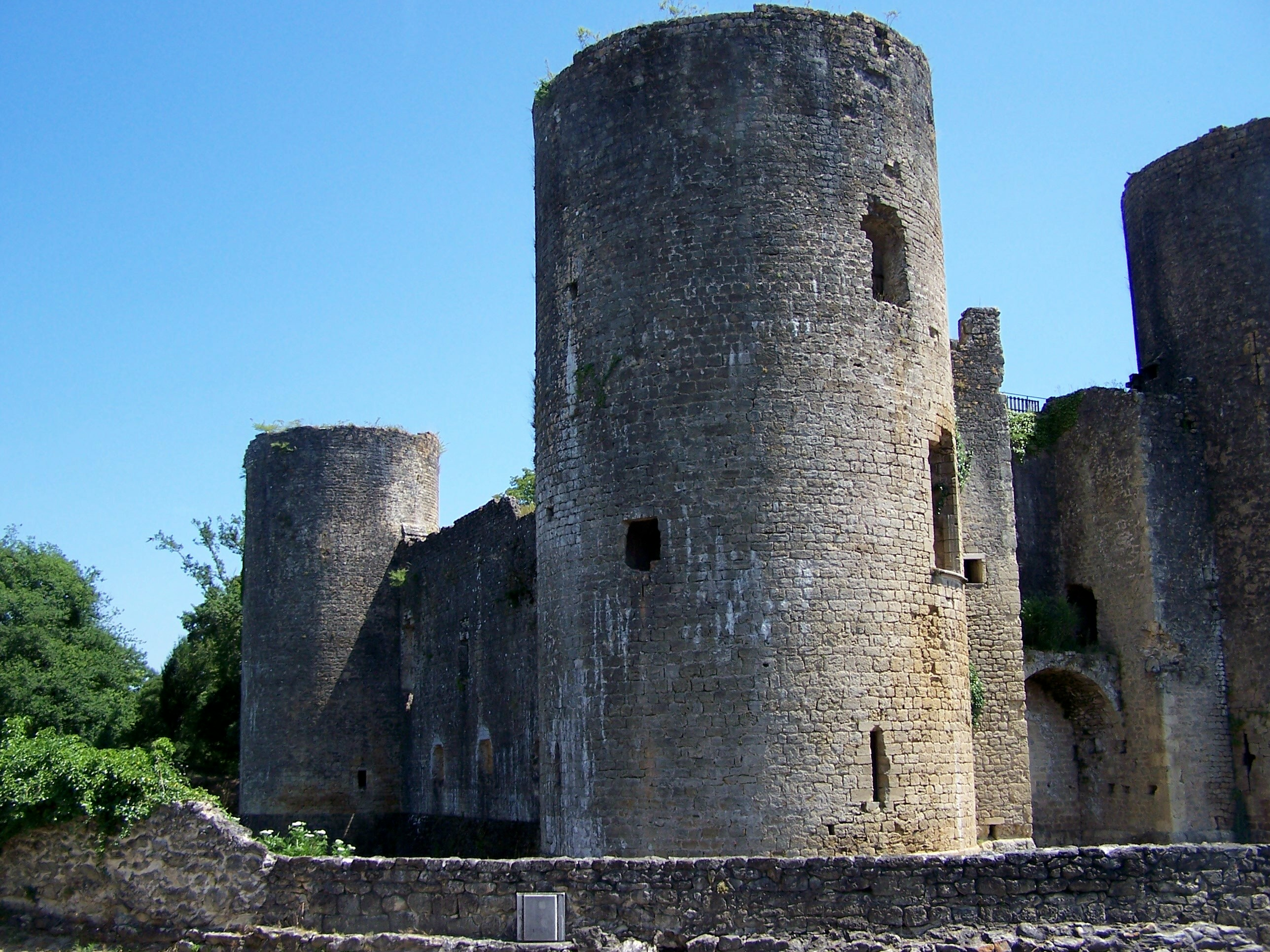
Château de Villandraut

Gaillard est tué au service du roi de France, dans un combat en Bourgogne vers 1481. Il a pour enfants Aimery (mort avant 1476), Jean qui lui succède et devient maire de Bordeaux en 1487, Marguerite et un fils naturel Bertrand.